# Panorama de l'assaut de Saint-Privat
 (signalé en mai 2025).
Si vous disposez d'ouvrages ou d'articles de référence ou si vous connaissez des sites web de qualité traitant du thème abordé ici, merci de compléter l'article en donnant les références utiles à sa vérifiabilité et en les liant à la section « Notes et références ».
- Archive Wikiwix
- Bing
- Cairn
- DuckDuckGo
- E. Universalis
- Gallica
- Google
- G. Books
- G. News
- G. Scholar
- Persée
- Qwant
- (zh) Baidu
- (ru) Yandex
- (wd) trouver des œuvres sur Wikidata

Le Panorama de l'assaut de Saint-Privat est une peinture panoramique d'Emil Hünten exposée du 24 février 1881 à décembre 1883 dans la rotonde Panorama national sur  Herwarthstrasse à Berlin. C'était la première des six expositions panoramiques dans le bâtiment qui est démoli peu de temps avant le début du XXe siècle. Il n'en reste aucune image.

## Description de l’œuvre
La brochure visiteur précise : « La principale armée française […] prend position le 17 août 1870 sur le haut plateau à l'ouest de Metz de Gravelotte à Roncourt. Dans cette […] position forte […], elle fut attaquée le 18 août par les corps combinés des 1re et 2e armées allemandes, sous la direction de Sa Majesté Guillaume Ier, et vaincue dans de violents combats pendant douze heures. »
La Bataille de Saint-Privat a lieu entre le 17 et le 18 août 1870 durant la guerre franco-prussienne.
Emil Hünten réalise le panorama sur la base d'un concept qu'il avait créé avec son collègue peintre Wilhelm Simmler (de). Hünten et Simmler se sont rendus sur le site de l’assaut pour effectuer les travaux préparatoires du panorama. Pendant les travaux de peinture, son fils Max Hünten conduit les visiteurs à travers les ateliers, où la peinture en tube est utilisée pour la première fois.
Devant le panorama, de vraies plantes forment le faux-terrain, qui par temps froid est chauffé par un système de conduites d'eau chaude. En été, la lumière du soleil entrant par les lucarnes fournit un chauffage suffisant. Le Panorama est financé par la Société anonyme des Panoramas de Berlin à Bruxelles. Il est présenté dans une rotonde au 4 Herwarthstraße à Berlin, second panorama en Allemagne après celui de Francfort-sur-le-Main.

## Autres panoramas
Le panorama de l'assaut de Saint-Privat est ensuite présenté à Cologne (Hohenzollernring) puis à Hambourg (Dammtor). Otto von Faber du Faur lui demande des conseils pour son panorama La bataille de Woerth.  
Deux autres entreprises belges ont contacté Anton von Werner pour réaliser un panorama de la bataille de Sedan pour une seconde rotonde à l'ouest de la gare d'Alexanderplatz, laquelle est détruite avec la toile pendant la Seconde Guerre mondiale.
Un autre panorama Marine-Panorama  est présenté dans une rotonde, construite par Ludwig Heim (de), entre le Moltkebrücke et la gare de Lehrter à partir de 1892. Le bâtiment est utilisé par le Musée colonial à partir de 1899 mais le panorama n'y est plus montré.
Louis Braun a également peint un tableau panoramique de la même bataille présenté à Dresde en 1883.